# Chris Ward (scacchista)
Christopher Geoffrey Ward, meglio noto come Chris Ward (26 marzo 1968), è uno scacchista britannico.
Ha ottenuto il titolo di Maestro Internazionale nel 1990 e di Grande Maestro nel 1996.
Nel 1996 vinse il campionato britannico a Nottingham.
Nel 1996/97 ha partecipato al campionato tedesco a squadre con il club PSV/BSV Wuppertal. Ha vinto quattro volte il campionato a squadre britannico Four Nations Chess League: nel 2002/03, 2004/05 e 2005/06 con il club Wood Green e nel 2010/11 con il club Pride and Prejudice.
Ha partecipato al campionato francese a squadre con il club Vandœuvre-Echecs nelle stagioni 2001/02 e 2002/03.

## Pubblicazioni
Chris Ward è noto soprattutto come autore di libri di scacchi, tra cui i seguenti:
- Winning with the Dragon, 1994
- Endgame Play, Batsford, 1996
- The Queen's Gambit Accepted, Batsford, 1999
- The Genius of Paul Morphy, 1997
- Improve your Opening Play, 2000
- Winning With the Sicilian Dragon 2, 2001
- Starting Out: The Nimzo-Indian 2002
- It's Your Move: Improvers, 2002
- Unusual Queen's Gambit Declined, 2002
- It's Your Move: Tough Puzzles, 2003
- Starting Out: Rook Endgames, Everyman Chess, 2004
- The Controversial Samisch King's Indian, Batsford, 2004
- Offbeat Nimzo-Indian, 2005
- Play the Queen's Gambit, 2006
- Starting Out: Chess Tactics and Checkmates, 2006